# Thái Y Lâm
Thái Y Lâm (sinh ngày 15 tháng 9 năm 1980) là nữ ca sĩ, vũ công nổi tiếng người Đài Loan. Thái Y Lâm từng đạt giải thưởng Nữ ca sĩ hát nhạc Hoa xuất sắc nhất tại lễ trao giải Golden Melody Awards lần thứ 18 và giải Ca khúc xuất sắc nhất của năm tại Lễ trao giải Golden Melody Awards lần thứ 24

## Tiểu sử
Thái Y Lâm từ nhỏ đã sống nội tâm và có phần nhút nhát. Cô đã học chuyên sâu về tiếng Anh trong suốt thời niên thiếu và cuối cùng theo học chuyên ngành Văn học Anh tại trường Đại học công giáo Phụ Nhân. Từ nhỏ, cô đã có sở thích ca hát và đã thử nghiệm nhiều kỹ thuật thanh nhạc khác nhau sau khi nghe những ca khúc nổi tiếng của các danh ca nữ như Đặng Lệ Quân và Vương Phi.

## Sự nghiệp

### 1998-2001:1019,Don't Stop,Show Your Love, andLucky Number
Thái Y Lâm bắt đầu tham gia một cuộc thi được tổ chức trên MTV vào lúc 18 tuổi. Cô giành giải nhất và ngay sau đó được Universal Music ký kết hợp đồng.
Thàng 7, năm 1999 cô phát hành single đầu tiên của mình mang tên "Living with the world". Single đã được đông đảo mọi người đón nhận. Dẫn đến việc Thái Y Lâm phát hành album đầu tiên của mình là "Jolin 1019" vào năm 1999. Album đầu tay của cô đã bán ra được hơn 400,000 bản.
Sau thành công của album đầu, tháng 4/2000, Thái Y Lâm phát hành album vol.2 "Don't Stop" và thu được thành công vang dội. Cô cũng phát hành photobook đầu tiên của cô với hình ảnh chủ yếu lấy ở Hawaii. Album đầu tay của cô đã bán ra được hơn 450,000 bản.
Y Lâm đã có sự thay đổi về phong cách của mình trong album thứ 3 "Show your love". Ở độ tuổi ngoài 20 cô hướng đến hình ảnh một người phụ nữ trưởng thành, chín chắn. Tuy nhiên, album không thành công như mong đợi, chỉ bán được 260,000 bản.
Album thứ tư của cô mang đến một số thử nghiệm về âm nhạc và cách biếu diễn vẫn không đem lại doanh số khả quan như 2 album đầu, không có khả năng giúp cô trở nên nổi tiếng như xưa. Suốt một thời gian dài, do mâu thuẫn với công ty quản lý Y Lâm đã không ra mắt bất kì album nào. Trong năm đó, cô chỉ phát hành cuốn sách ảnh thứ hai, với các bức ảnh chụp tại Thái Lan và tham gia bộ phim truyền hình "Hi! Working girls" đóng cặp với La Chí Tường. Tuy nhiên thời điểm đó, 2 người vẫn chưa tạo dựng được tên tuổi nên bộ phim không được chú ý. Vào cuối năm 2001, Hợp đồng của Thái Y Lâm với Universal Music kết thúc.

### 2002-2005:Magic,Castle, andJ-Game
Sau một thời gian hoạt động không hiệu quả ở Universal Music. Thái Y Lâm đầu quân cho Sony BMG. Đây có vẻ là quyết định đúng đắn khi album tiếp theo của cô "Magic" thu được thành công lớn. Single "Spirit Of The Knight" ra mắt thuận lợi mở đường cho album "Magic". Album này đoạt vị trí quán quân trên Bảng xếp hạng các album bán chạy nhất Đài Loan trong 3 tháng liền với hơn 300,000 bản bán ra ở Đài Loan và 1 triệu bản trên toàn châu Á. Album cũng đánh dấu sự hợp tác của cô với Châu Kiệt Luân. Châu sáng tác một số bài hát và góp lời trong ca khúc "Prague Square". Các bài hát thành hit trong album gồm: "Magic", "Say love you", "Prague Square".
Album thứ sáu của Y Lâm "Castle" phát hành năm 2004 thu được kết quả khả quan tương tự album trước với những ca khúc giành được vị trí cao trên các bảng xếp hạng châu Á như: "It's Love", "Rewind", "Pirates". Trong năm này cô cũng ra mắt album "J9" gồm các bản nhạc dance sôi động và 2 bài hát mới.
Năm 2005 cô chuyển sang hình tượng gợi cảm với album "J-Game" và nhận được nhiều sự chú ý. Trong khoảng thời gian thực hiện album rộ lên tin đồn cô chia tay với Châu Kiệt Luân có lẽ vì thế nên nhiều ca khúc trong album được viết bởi các nhạc sĩ mà trước đây cô chưa hợp tác. Trong vòng một tháng album đã tiêu thụ được 1 triệu bản trên toàn châu Á. Album có nhiều bài hit như: "Exclusive Myth", "J-Game", "Sky". Đây cũng là album phòng thu cuối cùng của nữ ca sĩ tại Sony BMG.

### 2006-2008:Dancing DivaandAgent J
Tháng 2/2006 Y Lâm gia nhập EMI Capitol với mục tiêu tấn công thị trường quốc tế. Tháng 5/2006 cô phát hành album "Dancing Diva" và gây tiếng vang lớn tại thị trường nhạc Hoa ngữ với 2 triệu bản bán ra trên toàn châu Á. Thành công rực rỡ của album đã giúp cô khẳng định vị thế thiên hậu Đài Loan ở độ tuổi 26. Cô cũng tham gia vào công việc sáng tác trong album này. Ca khúc "The Prologue" với phần lời được cho là nói về Châu Kiệt Luân. Album nhận được nhiều đánh giá tích cực. Các hit như: "Dancing Diva," "Pretence," và "A Wonder in Madrid" giúp cô chiến thắng tại các giải thưởng âm nhạc năm 2006 và 2007. Y Lâm giành được 2 giải Most Favorite Female Artist và the Best Mandarin Female Singer Award tại Golden Melody Awards - giải thưởng được xem là Grammy của giới âm nhạc Hoa ngữ. Trong năm này, chuyến lưu diễn thứ hai mang tên "Dancing Forever" thu về thành công lớn. Đây là một trong những chuyến lưu diễn thành công nhất từ trước đến nay của làng nhạc Hoa ngữ.
Album "Agent J" ra mắt tháng 9/2007 được sự đầu tư mạnh tay của hãng đĩa với phần hình ảnh được quay tại 3 quốc gia Anh, Pháp và Thái Lan. Đây tiếp tục là một album thành công của Y Lâm với doanh số tốt. Cô cũng có cơ hội được hợp tác với diva Úc Kylie Minogue trong ca khúc "In My Arms" trích từ album "X" của diva này.
Album tiếng Anh của cô mang tên "Love Exercise" sau nhiều lần trì hoãn cuối cùng được phát hành ngày 30/10/2008. Do là album cuối cùng của cô khi hết hạn hợp đồng với EMI nên "Love Exercise" không được quảng bá nhiều. Dù vậy, lượng tiêu thụ cũng đạt được con số khá lý tưởng

### 2009-2018:Butterfly,Myself,Muse, andPlay
Tháng 3/ 2009, cô đã phát hành album phòng thu thứ 10 mang tên "Butterfly", tạm dịch là Hoa hồ điệp. Album đã bán được hơn 1 triệu bản tại Châu Á, trong đó với hơn 190.000 bản được bán ở Đài Loan,  và trở thành album bán chạy nhất trong năm tại Đài Loan. Các ca khúc như "Butterfly", "Real Man", "Compromise" xuất hiện dày đặc trên các kênh MTV, V Channel. Để tiếp tục quảng bá cho album, cô bắt tay vào thực hiện Butterfly Campus Tour.  Tuy nhiên, cô bị biến dạng xương bàn chân phải, căng cơ đùi và bong gân mắt cá chân phải do tập luyện quá sức vào thời điểm đó. Vào tháng 10 năm 2009, cô đã phát hành album trực tiếp thứ năm của mình, Love & Live , bao gồm các buổi biểu diễn từ hai buổi hòa nhạc Butterfly Concert và Slow Life Concert.  Vào tháng 10 năm 2009, Jolin mở rộng các dự án kinh doanh của mình và đồng sáng lập công ty quản lý và sản xuất âm nhạc của riêng mình mang tên Eternal, với người quản lý của cô, Ke Fu-hung.  Vào tháng 4 năm 2010, Thái Y Lâm trở thành đại sứ Hội chợ triển lãm Đài Loan 2010 và thu âm bài hát chủ đề "Heartbeat of Taiwan"
Tháng 8/2010, Jolin phát hành album phòng thu thứ 11 "Myself" . Đây là album thể hiện sự mạo hiểm của cô khi hầu như tất cả các ca khúc đều là thể loại nhạc dance có tiết tấu nhanh, điều mà chưa có nghệ sĩ Hoa ngữ nào thử. Mặc dù lượng album bán ra thấp nhất trong sự nghiệp của cô với 65.000 bản nhưng nó vẫn trở thành album bán chạy nhất bởi nghệ sĩ nữ tại Đài Loan. Bản hit "Honey Trap" đạt vị trí số 1 tại Hit FM Top 100 Singles of the Year, lần lượt 2 ca khúc "Nothing Left to Say" và "Love Player" cũng đạt #25 và #55 tại Hit FM Top 100 Singles of the Year. MV ca khúc " Honey Trap" với điểm nhấn vũ đạo Vogue được lấy cảm hứng từ thần tượng Madonna của cô và được đề cử cho Best Music Video của giải thưởng Golden Melody Awards. Tháng 12, cô bắt đầu tour diễn vòng quanh thế giới thứ ba Myself thu về 150 triệu Đài tệ với 35 buổi diễn. Một tai nạn đã xảy ra trong buổi tập của cô cho chặng thứ hai của tour diễn. Y Lâm đã bị ngã khi thực hiện động tác lộn ngược trong múa cột khiến cô bị trật khớp cột sống dẫn đến co thắt cơ bắp. Cô đã buộc phải hủy bỏ việc thực hiện điệu nhảy vô cực vốn được lên kế hoạch ban đầu thực hiện trong trạm dừng ở Đài Bắc trong tháng mười hai năm 2012, nhưng cuối cùng cô biểu diễn điệu nhảy này trong trạm dừng ở Cao Hùng vào tháng Tư năm 2013.Vào tháng 7 năm 2011, cô đã phát hành cuốn sách ăn kiêng đầu tiên của mình, Living Slim và nó đã bán được hơn 120.000 bản chỉ riêng tại Đài Loan.
Album phòng thu thứ 12 "Muse" được phát hành vào tháng 9/2012. Jolin miêu tả rằng " Album này bao gồm các khía cạnh về mĩ thuật và âm nhạc diễn tả cách cô gái nên hành động và khẳng định bản thân trong xã hội hiện đại. Được gọi là "kiệt tác nhạc pop",  album nhận được sự hoan nghênh từ các nhà phê bình và bán được hơn 100.000 bản tại Đài Loan và trở thành album bán chạy nhất của một nữ nghệ sĩ của năm tại Đài Loan.  Đĩa đơn chính, "The Great Artist", đạt vị trí thứ hai tại Hit FM top 100 Singles of the year.  Ca khúc "Wandering Poet" đạt vị trí thứ mười trong Top 100 hit FM, 2 bài hit nữa, "Dr. Jolin", đạt vị trí 25 trong Top 100 hit FM, và "Fantasy" đều mang ý nghĩa ủng hộ cộng đồng LBGT+ .  Đồng thời, Thái Y Lâm được đề cử cho Giải thưởng MTV Europe Music Award for Best Asian Act và nhận được ba đề cử giải thưởng Golden Melody cho Album tiếng phổ thông hay nhất, Nữ ca sĩ tiếng phổ thông hay nhất và Video âm nhạc hay nhất cho album Muse và đĩa đơn "The Great Artist ", giành giải Bài hát của năm.  Vào tháng 1 năm 2013, cô đã tham dự MIDEM tại Cannes và biểu diễn tại Paris tại buổi hòa nhạc mang Taiwan Music Night.  Vào tháng 10 năm 2013, cô đã thu âm một đĩa đơn quảng cáo cho nhãn hiệu trang sức Swarovki "Journey", đạt vị trí thứ mười lăm trong Top 100 hit FM.  Vào tháng 10 năm 2013, cô phát hành album trực tiếp thứ sáu, Myself World Tour . Vào tháng 6 năm 2014, trước FIFA World Cup 2014, cô đã thu âm một đĩa đơn tiếng Anh, "Now is the time ", được bao gồm trong album tổng hợp Pepsi Beats of the Beautiful Game , để hỗ trợ World Cup. Trong cùng tháng đó, cô đã thu âm bài hát chủ đề "Kính vạn hoa" cho bộ phim tình cảm lãng mạn Trung Quốc năm 2014, Tiny Times (Tiểu Thời Đại) 3 .  Vào tháng 10 năm 2014, Join trở thành một trong những giám khảo cho cuộc thi hát truyền hình thực tế Rising Star, cùng với Dữ Trừng Khánh, Lý Vũ Xuân và Lý Kiện.  
Tháng 11/2014 Thái Y Lâm phát hành album phòng thu thứ 12 "Play", cô nhận xét "Album này là sản phẩm tôi học học hỏi và tích lũy nhiều kinh nghiệm trong vòng 2 năm qua nhờ tham khảo các kịch bản phim, diễn xuất và biểu diễn. Với thứ âm nhạc dí dỏm, tôi mong muốn người nghe cảm nhận được sự vui tuơi, mang lại sũy nghĩ lạc quan cho tương lai". Album thu được nhiều lời khen ngợi từ giới phê bình và dễ dàng trở thành Best album của năm. Ca khúc chủ đề "Play" đạt vị trí số 1 trong top 100 hit FM, ca khúc "The Third Person and I" đạt vị trí số 8 trong top 100 hit FM. MV "Play" trở thành MV đạt nhiều lượt xem nhất tại Đài Loan năm 2014 và giúp cô nhận được sự chú ý của quốc tế.Nolan Feeney từ tạp chí Time nhận xét: "Đây có thể là video nhạc pop hay nhất năm." Cô được đề cử ở hạng mục Best Taiwanese Act bởi giải thưởng MTV Europe Music. Album nhận được tổng cộng 10 đề cử tại giải thưởng Golden Melody lần thứ 26 và 1 đề cử ở lần thứ 27, và đã chiến thắng ở hạng mục Best Mandarin Album and Best Vocal Recording Album. Jolin bắt đầu tour lưu diễn vòng quanh thế giới lần thứ 4 Play vào tháng 5/2015 tại Đài Bắc. Vào tháng 12/2015 cô biểu diễn Play tại 2015 Mnet Asian Music Award và nhận giải Best Asian Artist.
Tháng 2/2016, Thái Y Lâm tham gia lồng tiếng cho nhân vật Judy Hopps trong movie hoạt hình của Disney "Zootopia" phiên bản phát hành tại Đài Loan.Vào tháng 5 năm 2016, Jolin đã biểu diễn trong một sự kiện đặc biệt do chương trình âm nhạc Hàn Quốc M Countdown tổ chức tại Trung Quốc.  Vào tháng 9 năm 2016, cô hợp tác với DJ người Thụy Điển Alesso và phát hành một đĩa đơn tiếng Anh, "I Wanna know",  đạt vị trí 25 trong Top 100 hit FM. Đồng thời, cô và Alesso đã tham dự Hội nghị âm nhạc quốc tế châu Á - Thái Bình Dương thảo luận về những gì cần thiết để thu hẹp khoảng cách giữa Đông và Tây trong âm nhạc điện tử.  Vào tháng 10 năm 2016, cô và Alesso đã cùng nhau biểu diễn đĩa đơn "I Wanna know" và phiên bản phối lại bài hát của cô "Play" tại Storm Music Festival ở Thượng Hải.  Trong cùng tháng, Jolin đã cộng tác với nhà sản xuất Đài Loan Starr Chen và phát hành một single mới, "Ego-Holic", bài hát đạt vị trí 52 trên Hit FM Top 100.  Trong tháng 12 năm 2016, Các bài hát của cô đã có hơn 100 triệu lượt tải xuống trong 10 năm qua thông qua Migu Music, một ứng dụng âm nhạc trực tuyến thuộc China Mobile, giúp cô trở thành nữ nghệ sĩ châu Á doanh thu cao nhất.  Vào tháng 5 năm 2017, cô đã phát hành một đĩa đơn mới, "Give love " cho Ngày của Mẹ 2017 và để quảng bá một chiến dịch quan tâm công chúng có liên quan do đài truyền hình Đại Ái Đài Loan tổ chức.  Trong tháng 6 năm 2017, cô đã cộng tác với Hà Lan DJ Hardwell và phát hành một single tiếng Anh "We Are One", bài hát đạt vị trí 99 trên Hit FM Top 100.  Trong tháng 11 năm 2017, cô thu âm bài hát chủ đề "On Happiness Road" cho bộ phim hoạt hình Đài Loan 2018 cùng tên.  Vào tháng 12 năm 2017, cô đã thu âm bài hát chủ đề, "Stand Up"cho movie của Trung Quốc Monster Hunt 2 .  Vào tháng 1 năm 2018, Jolin đã phát hành album trực tiếp thứ bảy của mình Play World Tour .  Vào tháng 6 năm 2018, cô đã thu âm bài hát chủ đề kỷ niệm 10 năm mang tên "The Player" cho trò chơi Dungeon & Fighter .

### 2018 - nay:Ugly Beauty
Vào tháng 12 năm 2018, Thái Y Lâm ký hợp đồng thu âm một lần nữa với Sony Music Đài Loan. Trong cùng tháng đó, cô đã phát hành album phòng thu 14 của mình "Ugly Beauty". Album đã hợp nhất pop với một loạt các thể loại như trap, house, reggae và gothic rock.Album có xu hướng vượt qua tiêu chuẩn thẩm mỹ truyền thống và khám phá tính lưỡng cực của cảm giác con người.  Các nhà phê bình âm nhạc đã phản ứng tích cực đối với album, gọi đây là sản phẩm âm nhạc hàng đầu C-pop. Album đứng đầu các bảng xếp hạng tại Trung Quốc, Hồng Kông, Ma Cao, Malaysia, Philippines, Singapore và Đài Loan.  Album trở thành album bán chạy nhất của nữ nghệ sĩ tại Đài Loan trong 2018.  Năm tiếp theo, album trở thành album kỹ thuật số bán chạy nhất của một nữ nghệ sĩ Hồng Kông / Đài Loan mọi thời đại ở Trung Quốc và Jolin trở thành nữ nghệ sĩ kỹ thuật số bán chạy nhất Hồng Kông / Đài Loan mọi thời đại trong nước.  Đĩa đơn chính, "Ugly Beauty", đứng đầu các bảng xếp hạng ở Trung Quốc, Malaysia và Đài Loan và lọt vào top 10 tại Hồng Kông, Singapore và Philippines.  Bài hát cũng đạt vị trí số 1 trong Top 100 hit FM, khiến cô trở thành ca sĩ có nhiều bài hát số đạt no 1 trên bảng xếp hạng này  Vào tháng 1 năm 2019, Thái Y Lâm làm huấn luyện viên chuơng trình truyền hình thực tế sống còn của nhóm nhạc nam Trung Quốc, mùa thứ hai của Idol Produce, với Lay Trương Nghệ Hưng, Lý Vinh Hạo, MC Jin và The8 Từ Minh Hạo.  Vào tháng 5 năm 2019, album "Ugly Beauty" đã nhận được 7 đề cử tại Lễ trao giải Golden Melody lần thứ 30. Album được đề cử cho Album của năm, Album hay nhất bằng tiếng Quan thoại và Album thu âm giọng hát hay nhất, ca khúc "Womxnly" đã được đề cử cho Bài hát của năm, Thái Y Lâm được đề cử cho Ca sĩ nữ xuất sắc nhất tiếng phổ thông, và cô cùng với Starr Chen được đề cử cho Nhà sản xuất đĩa đơn xuất sắc nhất cho ca khúc " Ugly Beauty ".  Album cuối cùng đã giành giải Album của năm và bài hát "Womxnly" giành giải Bài hát của năm.  Vào tháng 11 năm 2019, hợp tác với ca sĩ Trung Quốc Vuơng Tuấn Khải phát hành một đĩa đơn có tựa đề "Gravity".  Vào tháng 12 năm 2019, cô bắt đầu chuyến lưu diễn thế giới thứ 5 "Ugly beauty" . Vào tháng 4 năm 2020, Jolin đã phát hành một đĩa đơn có tựa đề "Fight as One" với ca sĩ Hồng Kông Trần Dịch Tấn để kêu gọi chiến đấu chống lại đại dịch COVID-19.Vào tháng 7 năm 2020, video âm nhạc "Lady in Red" trong album Ugly Beauty được đề cử cho Video âm nhạc xuất sắc nhất tại Lễ trao giải Kim khúc lần thứ 31.  Vào tháng 11 năm 2020, Thái Y Lâm phát hành ba bài hát "Who Am I", "Opposite", and "Turn Back Time" cho bộ phim truyền hình Trung Quốc năm 2020 The Wolf .  Vào tháng 3 năm 2021, cô hợp tác với DJ người Hà Lan R3hab và phát hành một đĩa đơn tiếng Anh "Stars Align"

## Nghệ thuật

### Phong cách âm nhạc
Âm nhạc của Thái Y Lâm đã trở thành chủ để phân tích và bàn tán.Tờ China Times nhận xét điều đã mang lại thành công cho Jolin "chắc chắn không phải là tài năng bẩm sinh nổi bật. Là một ca sĩ hay vũ công, tài năng của cô ấy có vẻ khiêm tốn".  Và khẳng định thành công của cô chủ yếu là do nỗ lực và sự siêng năng.  Sự nghiệp âm nhạc của cô là sự thử nghiệm liên tục với những ý tưởng âm nhạc mới và hình ảnh mới.  Grant kết luận rằng đã khẳng định mình là "Nữ hoàng nhạc C-Pop ",  Jolin sẽ không dừng lại ở đó mà còn tiếp tục sáng tạo.  Trước khi nổi lên như một ngôi sao nhạc dance-pop, Y Lâm bắt đầu sự nghiệp của mình với tư cách là một thần tượng tuổi teen. Kể từ khi phát hành album đầu tay, 1019 (1999) như dự báo trước một số xu hướng trong các tác phẩm sau này, Jolin đã dành những năm đầu sự nghiệp kết hợp các ca khúc nhạc teen pop vui nhộn và bản ballad chủ yếu thu hút thanh thiếu niên.  Nguồn gốc dance-pop ban đầu có thể được tìm thấy trong album thứ hai, Don't Stop (2000), đặc biệt là đĩa đơn đầu tiên thành công cùng tên. Thái Y Lâm chuyển sang hướng dance-pop có nhịp độ cao hơn với album Magic (2003), bao gồm các yếu tố của nu-disco và hip hop. Các bài hát của album tiết lộ một số xu hướng chính tiếp tục xác định thành công và cô tiếp tục tạo ra các bài hát ballad và dance với nhịp điệu mạnh mẽ ở 2 album tiếp là Castle (2004) và J-Game (2005).  Tuyên bố sự trưởng thành trong nghệ thuật phải là album Dancing Diva (2006) và Agent J (2007) mang ảnh hưởng nặng nề bởi synth-pop và electropop.  Kể từ đó, Thái Y Lâm bắt đầu là một diva dance-pop, trong một thời đại không có bất kỳ ca sĩ Trung Quốc nào như vậy để nói đến, và cô ấy bắt đầu có vai trò to lớn trong việc phổ biến dance-pop như một dòng nhạc chính thống ở Trung Quốc. Myself (2010) và Muse (2012) cũng mang phong cách nhạc điện tử cao. Myself được coi là một trong album mạo hiểm nhất của cô ấy với hầu hết các bài hát đều là những bản nhạc dance, điều mà trước đây chưa một ca sĩ Trung Quốc nào thử sức.  Muse chứa đựng các yếu tổ của thể loại nhạc progressive house,trance, and techno. Jolin đã kết hợp các yếu tố của dubstep và trap trong Play (2014),  và thử nghiệm với nhiều loại nhạc tropical house, trống & bass, và reggae trong Ugly Beauty (2018).

### Giọng hát
Thái Y Lâm sở hữu một giọng nữ trung trầm. Cô ấy đã trở thành quán quân tại một cuộc thi hát của MTV và đã sử dụng âm sắc giọng hát nữ tính, tươi sáng trong các album đầu tiên của mình.  Tuy nhiên, cô đã bị chỉ trích trong những năm đầu về giọng hát của mình do âm vực hạn chế.  Nhà sản xuất Bing Wang, người đã hợp tác với Jolin trong album Magic (2003) nhấn mạnh giọng điệu và âm sắc của cô ấy là đặc biệt, nhưng anh ấy khẳng định rằng "cô ấy không có một giọng hát thiên bẩm."  Năm 2007, Tsai giành được Giải thưởng Giai điệu vàng cho Nữ ca sĩ tiếng Quan Thoại hay nhất, và đây là lần đầu tiên giọng hát của cô được các giải thưởng âm nhạc chuyên nghiệp công nhận. Tuy nhiên, chiến thắng của cô cho Nữ ca sĩ tiếng Quan Thoại xuất sắc nhất đã gây ra tranh cãi từ các nhà phê bình.  Ban giám khảo giải thưởng trả lời rằng "cô ấy đã thắng nhờ tài năng toàn diện và sức hút phổ biến của nhạc pop."  Sam Chen, chủ tịch của Warner Music Đài Loan, nhận xét rằng cô ấy "không phải là một giọng ca bẩm sinh nhưng đã được học với các huấn luyện viên thanh nhạc."  Trước khi thu âm hầu hết tất cả các album phòng thu của mình, Jolin đã tham gia các buổi học thanh nhạc, giúp tăng âm vực của cô.  Nhà sản xuất Tiger Chung, người đã hợp tác với cô trong album Play đã khen ngợi giọng hát và nội lực của cô.  Tuy nhiên, Play đã không mang về cho cô ấy một đề cử Giải Giai điệu vàng cho Nữ ca sĩ tiếng Quan Thoại xuất sắc nhất.  Nó đã làm dấy lên một cuộc tranh cãi giữa công chúng, và ban giám khảo giải thưởng trả lời rằng họ nghi ngờ việc lạm dụng chỉnh sửa cao độ trong các bài hát của album.  Tuy nhiên, quản lý của Jolin, Tom Wang, bác bỏ những tin đồn, "chúng tôi hoan nghênh những ai đang nghi ngờ đến xem buổi biểu diễn trực tiếp của cô ấy. Tôi tự tin với khả năng của cô ấy," ông nói.  Nhà phê bình Chen Le-jung, sau khi xem buổi biểu diễn trực tiếp của cô ấy trong Play World Tour, đã nhận xét rằng Tsai "có thể ngân dài và chuyển đổi âm vực dễ dàng".

### Ảnh hưởng
Thái Y Lâm từng nói những người có ảnh hưởng lớn đến sự nghiệp âm nhạc của cô như Whitney Houston, Mariah Carey, Destiny's Child và Madonna. Cô cho biết Whitney Houston và Mariah Carey là "hai nghệ sĩ yêu thích" của cô mà cô thường hát thời thơ ấu.  " Hero " của Mariah Carey và " Greatest Love of All " của Whitney Houston là hai trong số những bài hát cô trình diễn trong cuộc thi hát MTV và giúp cô nhận giải quán quân.  Jolin cũng trích dẫn ảnh hưởng lớn của Destiny's Child trong sự nghiệp âm nhạc ban đầu của cô, và cô khen ngợi giọng hát và vũ đạo mạnh mẽ của họ.  Kể từ Dancing Diva (2006), Jolin được so sánh với Madonna về khả năng biểu diễn trên sân khấu. Cô tự nhận xét rằng "Tôi là một người hâm mộ cuồng nhiệt của Madonna. Cô ấy là người mà tôi rất ngưỡng mộ. Tôi muốn trở thành một ngôi sao như cô ấy."  Biên đạo múa Chang Sheng-Feng, người đã cộng tác với Jolin từ khi cô mới ra mắt, nói rằng cô đã dành thời gian để xem buổi biểu diễn trực tiếp của Madonna. Cô cũng mô tả rằng "Mỗi bước nhảy của Madonna đều rất mạnh mẽ, và đó là phong cách biểu diễn trên sân khấu mà tôi muốn hướng tới."  Trong chuyến lưu diễn vòng quanh thế giới J1 (2004-2006), Jolin xuất hiện trên sân khấu trên một bục cao và thực hiện các tư thế yoga, và sau đó cô ấy tuyên bố rằng nó được lấy cảm hứng từ Madonna 'Re-Invention World Tour (2004);  Video âm nhạc "Honey Trap" của Myself (2010) với điệu Vougue đặc trưng để tri ân Madona, người đã đưa nhạc dance trở nên phổ biến rộng rãi trong nền âm nhạc chính thống, và nó tương tự như những gì cô muốn làm ở Trung Hoa.  Thái Y Lâm nhận xét, "ca sĩ nhạc pop nên thách thức các khái niệm đã có từ trước và dẫn dắt khán giả chấp nhận các thể loại âm nhạc mới; các tác phẩm của Madonna đã gây tranh cãi và có phần bị chỉ trích khi vừa mới ra mắt nhưng sau nhiều năm chúng được coi là kiệt tác."  Cô ấy cũng nhắc tới Janet Jackson,Kylie Minogue, Lâm Ức Liên, Vương Phi, Coco Lee và Trương Huệ Muội như là nguồn cảm hứng

## Hình tượng công chúng
Nổi tiếng với việc đổi mới phong cách và hình ảnh của mình, âm nhạc và gu thời trang của Thái Y Lâm được giới truyền thông và công chúng chú ý.  Mặc dù cô ấy có ngoại hình khiêm tốn trong những năm đầu nhưng hình tượng và thời trang của cô ấy đã thay đổi nhiều lần kể từ khi phát hành album phòng thu thứ năm, Magic (2003).  Vào khoảng thời gian phát hành Magic , tạp chí Ray của Nhật Bản đã đặt tên cô là "người tạo ra xu hướng của Đài Loan".  Tuy nhiên, nhiều nhà phê bình cho rằng phong cách của cô vào thời điểm đó quá giống với ca sĩ Nhật Bản Ayumi Hamasaki. Trong một cuộc phỏng vấn trước công chúng, cô nói về sự so sánh với Hamasaki: "Thời trang là xu hướng thịnh hành khi một người ăn mặc, nhưng không liên quan gì đến bản sao; tôi cảm thấy rất vinh dự khi được so sánh với cô ấy, nhưng chúng tôi khác nhau mặc dù chúng tôi có gu thời trang giống nhau. "  Khi bắt đầu chuyến lưu diễn đầu tiên, J1 World Tour (2004–2006), Jolin chủ yếu rũ bỏ hình ảnh ngây thơ của mình để có một vẻ ngoài gợi cảm hơn.  Năm 2006, Tsai nhận được Giải thưởng MTV Châu Á cho Giải Phong cách.  Đồng thời, Yahoo! Đài Loan mệnh danh cô là nghệ sĩ phong cách nhất Đài Loan.  Từ năm 2007, Jolin đã được mời đến xem các tuần lễ thời trang "Big Four" (London, Paris, Milan, NewYork) , Met Gala, và Fashion Show của Victoria 's Secret, khiến cô ca sĩ Trung Quốc đầu tiên đã được chính thức mời tham dự tất cả các sự kiện thời trang đáng chú ý.  Sự xuất hiện của cô đã đưa cô lên trang bìa của các tạp chí như Elle , Harper's Bazaar , Marie Claire , và Vogue . Thái Y Lâm cũng được coi là một biểu tượng giới tính.  Năm 2006, FHM Đài Loan xếp cô thứ mười bốn trong danh sách "100 phụ nữ gợi cảm nhất thế giới". Cô cũng đã có mặt trong top 10 danh sách 8 lần trong 10 năm sau đó. Năm 2016, FHM Đài Loan xếp cô đầu tiên trong danh sách.
Jolin được coi là một "sản phẩm chất lượng" trong làng nhạc C-pop khi trong những năm đầu cô ấy hầu như tuân theo sự sắp xếp của các hãng sản xuất cho mục đích thương mại  Kể từ Magic (2003), mỗi album phòng thu của cô đều ít nhất đã trở thành album bán chạy nhất của một nữ nghệ sĩ trong năm ở Đài Loan. Dancing Diva (2006), Agent J (2007) và Butterfly (2009) thậm chí còn trở thành album bán chạy nhất của năm ở Đài Loan.  Jolin được coi là một trong những nữ ca sĩ Trung Quốc được trả lương cao nhất thế kỷ 21. Năm 2010, Forbes Trung Quốc bắt đầu báo cáo về thu nhập của những người nổi tiếng Trung Quốc sinh ra ở Hồng Kông, Đài Loan và nước ngoài. Năm 2010, Forbes xếp cô thứ bảy trong danh sách " Forbes China Celebrity 100 " với 222 triệu Đài tệ, đưa cô trở thành nữ ca sĩ Trung Quốc được trả lương cao nhất trong năm.  Năm 2011 và 2012, cô xếp thứ mười lăm và thứ bảy trong danh sách lần lượt với 262 triệu Đài tệ và 397 triệu Đài tệ, trở thành nữ ca sĩ Trung Quốc được trả lương cao thứ hai trong cả hai năm.  Năm 2013 và 2014, cô đứng thứ 9 và 20 trong danh sách với 478 triệu Đài tệ và 260 triệu Đài tệ, trở thành nữ ca sĩ Trung Quốc được trả lương cao nhất trong cả hai năm. Năm 2015, cô đứng thứ 16 trong danh sách với 252 triệu Đài tệ, trở thành nữ ca sĩ Trung Quốc được trả lương cao thứ hai trong năm.  Năm 2017, do sức ảnh hưởng của ngành công nghiệp âm nhạc Trung Quốc ngày càng giảm,  cô xếp thứ ba trong danh sách với 229 triệu Đài tệ, nhưng vẫn trở thành nữ ca sĩ Trung Quốc được trả lương cao thứ ba trong năm.  Tính đến tháng 12 năm 2014, tài sản ròng của Thái Y Lâm ước tính là hơn 2 tỷ Đài tệ.  Với hơn 43 triệu người theo dõi trên Sina Weibo và 4 triệu trên Instagram, Forbes đã liệt kê Jolin vào danh sách 100 Digital Stars châu Á, điều này nhấn mạnh cô là một trong những người nổi tiếng có ảnh hưởng nhất châu Á - Thái Bình Dương trên mạng xã hội.
Có một nền tảng người hâm mộ bao gồm chủ yếu là phụ nữ và đồng tính nam, Jolin được coi là một biểu tượng đồng tính.  Năm 2007, "Bravo Lover" của cô đã trở thành bài hát chủ đề của cuộc diễu hành Đài Loan Tự hào năm 2007.  Các bài hát khác của cô, bao gồm "Fantasy", "Dr. Jolin", "Gentlewoman", "We All Different, Yet the Same" và "Womxnly", tất cả đều phục vụ khán giả đồng tính và ủng hộ đồng giới đón nhận. Năm 2012, cô ký đơn kêu gọi chính phủ Đài Loan thông qua Đạo luật Bình đẳng Hôn nhân và hợp pháp hóa hôn nhân đồng giới ở Đài Loan.Jolin đã được trao giải Biểu tượng tại Lễ trao giải Cột mốc LGBT Châu Á lần thứ 2 để ca ngợi cô ấy đã gạt bỏ áp lực của dư luận và đánh giá cao việc cô ấy sử dụng sức ảnh hưởng của mình để ủng hộ tình yêu đồng giới trong khu vực nói tiếng Trung.  Vào năm 2015, Jolin xuất hiện trên trang bìa của tạp chí chủ đề đồng tính nữ Lezs .  Trong một cuộc phỏng vấn với Lezs , cô ấy nói về chứng kỳ thị đồng tính và ủng hộ mọi người hãy đón nhận mọi loại tình yêu.  Cô ấy nói, "chúng ta phải cho họ thời gian để hiểu nhau, vì định nghĩa về tình yêu khác nhau giữa mỗi người."  Trong Play World Tour của cô ấy(2015–2016), Jolin đã có bài phát biểu ủng hộ những người chuyển giới, đồng thời lên tiếng phản đối tình trạng bắt nạt trẻ em và thanh thiếu niên nói chung, bao gồm bắt nạt thanh thiếu niên đồng tính và một vụ tự tử gần đây có liên quan ở Đài Loan

## Đời sống cá nhân
Đời sống tình cảm của Thái Y Lâm luôn thu hút sự quan tâm của công chúng và giới truyền thông ngay những năm đầu,cô đã có tin đồn với 3 nam nghệ sĩ Châu Kiệt Luân, Bành Vu Yến và Cẩm Vinh. Vào tháng 1 năm 2001, Thái Y Lâm và ca sĩ Châu Kiệt Luân gặp nhau trên chương trình tạp kỹ Đài Loan " Tôi đoán tôi đoán tôi đoán tôi đoán "  ; vào tháng 3 cùng năm, Châu Kiệt Luân là khách mời biểu diễn tại "Show Your Love Concert" của Thái Y Lâm ở Bản Kiều (Tân Bắc) và cả 2 liên tục có sự hợp tác qua nhiều bài hát. Vào tháng 12 năm 2001, Jolin và Jay lần đầu tiên được bắt gặp ăn tối tại một quán rượu ở Shinjuku, Nhật Bản. Mặc dù họ không thừa nhận mối quan hệ của mình, nhưng chuyện tình cảm của họ là mối quan hệ không công khai trong những năm đó.Tuy nhiên, vào tháng 2 năm 2005, Châu được phát hiện đang đi mua sắm thân mật với người dẫn chương trình tin tức Đài Loan Hầu Bội Sâm ở Shibuya, Nhật Bản. Kể từ đó, cô cố tình tránh gặp Châu và Hầu trong các sự kiện chung.Vào tháng 6 năm 2010 Jolin gây sốc khi là khách mời biểu diễn trong đêm concert The Era world tour của Jay, từ đó mối quan hệ của họ bình thường hóa và Jay tiếp tục trở thành khách mời trong 2 concert Myself world tour của Jolin vào 2011. Sau đó trong 1 cuộc điện thoại với MC Đào Tinh Oánh, Thái Y Lâm lần đầu tiên thừa nhận mối quan hệ với Châu Kiệt Luân. Ngoài ra, cô nói rằng vì Châu lừa dối cô, cô cảm thấy thất vọng và chia tay với Châu.Vào tháng 1 năm 2007, Thái Y Lâm và nam diễn viên Đài Loan Bành Vu Yến được phát hiện đang đi mua sắm tại một trung tâm mua sắm ở London. Vào tháng 9 năm 2008, Bành xảy ra mâu thuẫn với công ty quản lý của anh lúc bấy giờ là Power Generation và nguyên nhân được cho là công ty này đã cố gắng cắt ngang mối tình của anh với cô và sau đó họ chia tay.  Vào tháng 8 năm 2009, quản lý cũ của Bành là Liu Wei-tzu gián tiếp xác nhận rằng cả hai có mối quan hệ với nhau và họ đã có mối quan hệ hơn ba năm kể từ giữa năm 2006.  Lý do chia tay của cả hai được nghi ngờ là do mẹ của Bành Vu Yến không thích Thái Y Lâm không muốn công khai mối quan hệ và ngăn cản hai người phát triển của mối quan hệ ấy. Vào tháng 7 năm 2010, người mẫu New Zealand Cẩm Vinh (Vivian Dawson) góp mặt trong video âm nhạc của "Love Player" của Jolin.  Vào tháng 9 năm 2010, họ được phát hiện hẹn hò ở Tokyo. Vào tháng 2 năm 2013, Dawson đưa cô về thăm cha mẹ và họ hàng của anh ở New Zealand, và mối quan hệ của họ được cho là đã ổn định.  Vào tháng 12 năm 2016, quản lý của cô là Tom Wang xác nhận rằng Thái Y Lâm và Cẩm Vinh đã chia tay một cách êm đẹp vào tháng 11 và vẫn là bạn thân

## Danh sách đĩa nhạc

### Album phòng thu
| Tên            | Ngày Phát hành       | Hãng      | Doanh Thu (Đĩa)                     |
| -------------- | -------------------- | --------- | ----------------------------------- |
| 1019           | 10 tháng 9 năm 1999  | Universal | Đài Loan: 400,000                   |
| Don't Stop     | 26 tháng 4 năm 2000  | Universal | Đài Loan: 450,000                   |
| Show Your Love | 22 tháng 12 năm 2000 | Universal | Đài Loan: 260,000                   |
| Lucky Number   | 7 tháng 7 năm 2001   | Universal | Đài Loan:150,000                    |
| Magic          | 7 tháng 3 năm 2003   | Sony      | Châu Á: 1,500,000 Đài Loan: 360,000 |
| Castle         | 27 tháng 2 năm 2004  | Sony      | Châu Á: 2,000,000 Đài Loan: 300,000 |
| J-Game         | 25 tháng 4 năm 2005  | Sony      | Châu Á: 2,000,000 Đài Loan: 260,000 |
| Dancing Diva   | 12 tháng 5 năm 2006  | Capitol   | Châu Á: 2,500,000 Đài Loan: 260,000 |
| Agent J        | 27 tháng 9 năm 2007  | Capitol   | Châu Á: 2,500,000 Đài Loa: 200,000  |
| Butterfly      | 27 tháng 3 năm 2009  | Warner    | Asia: 1,000,000 Đài Loan: 190,000   |
| Myself         | 13 tháng 8 năm 2010  | Warner    | Đài Loan: 65,000                    |
| Muse           | 14 tháng 9 năm 2012  | Warner    | Đài Loan: 100,000                   |
| Play           | 15 tháng 11 năm 2014 | Warner    | Đài Loan: 85,000                    |
| Ugly Beauty    | 26 tháng 12 năm 2018 | Sony      |                                     |

### Cover albums
| Tên           | Ngày Phát hành       | Hãng         | Doanh Thu (Đĩa)  |
| ------------- | -------------------- | ------------ | ---------------- |
| Love Exercise | 31 tháng 10 năm 2008 | Gold Typhoon | Đài Loan: 30,000 |

### Album Tổng hợp
| Tên                  | Ngày Phát hành       | Hãng         |
| -------------------- | -------------------- | ------------ |
| Together             | 1 tháng 11 năm 2001  | Universal    |
| The Age of Innocence | 27 tháng 3 năm 2003  | Universal    |
| Born to be a star    | 12 tháng 11 năm 2004 | Universal    |
| J-Top                | 5 tháng 5 năm 2006   | Sony         |
| Final Wonderland     | 19 tháng 11 năm 2007 | Sony         |
| Jeneration           | 27 tháng 2 năm 2009  | Gold Typhoon |
| Ultimate             | 7 tháng 9 năm 2012   | Sony         |

### Remix albums
| Tên              | Ngày Phát hành       | Hãng      |
| ---------------- | -------------------- | --------- |
| Dance Collection | 2 tháng 4 năm 2002   | Universal |
| J9               | 12 tháng 11 năm 2004 | Sony      |
| Dancing Forever  | 29 tháng 9 năm 2006  | Capitol   |
| Favorites        | 3 tháng 9 năm 2006   | Sony      |

### Album trực tiếp
| Tên                           | Ngày Phát hành       | Hãng      |
| ----------------------------- | -------------------- | --------- |
| 1019 I Can Concert            | 16 tháng 3 năm 2000  | Universal |
| Show Your Love Concert        | 10 tháng 5 năm 2001  | Universal |
| J1 Live Concert               | 23 tháng 9 năm 2005  | Sony      |
| If You Think You Can, You Can | 8 tháng 6 năm 2007   | Capitol   |
| Love & Life                   | 9 tháng 10 năm 2009  | Warner    |
| Myself World Tour             | 19 tháng 10 năm 2013 | Warner    |
| Play World Tour               | 30 tháng 1 năm 2018  | Warner    |

### Non-album
| Tên                                | Ngày Phát hành | Ghi Chú |
| ---------------------------------- | -------------- | --- |
| I Feel Good! 我覺得很好            | Tháng 9, 2000  | Album tổng hợp của hãng Sony Sony Shining Star:tài năng châu Á mới,, bài hát tin rằng được ghi trước khi ra mắt 1019 phiên bản Album phòng thu |
| Where the Dream Takes You 情不自禁 | Tháng 6, 2001  | Xuất hiện trên ấn bản Đài Loan của album Nhạc nền của bộ phim năm 2001 Atlantis: The Lost Empire, bài hát là phiên bản tiếng Trung của ca khúc chủ đề của bộ phim, ban đầu được thu bởi ca sĩ người Mỹ Mýa.                                                                                |
| Cherry Cherry                      | Tháng 3, 2002  | Được sản xuất bởi 8866 Records và biễu diễn chỉ một lần tại buổi hòa nhạc ca sĩ Đài Loan Kiki Ting vào tháng 3 năm 2002. Bài hát không bao giờ phát hành |
| Hand in hand 手牽手                | Tháng 5, 2003  | Được sản xuất bởi ca sĩ Đài Loan Vương Lực Hoành và David Tao, bài hát bao gồm các nghệ sĩ nổi tiếng khác nhau từ Đài Loan và là một ca khúc kêu gọi từ thiện để chống lại dịch SARS năm 2003.                                                                                             |
| Warriors in Peace 海市蜃樓         | Tháng 10, 2003 | Được sản xuất bởi nhà sản xuất Ấn Độ A. R. Rahman. Xuất hiện trên album Nhạc nền Warriors of Heaven and Earth:The Original Motion Picture Soundtrack, bài hát là bài hát chủ đề phim Warriors of Heaven and Earth năm 2003                                                                 |
| Dare for More                      | Tháng 11, 2004 | Đĩa đơn quảng cáo của Pepsi tại Đại Trung Hoa, bài hát bao gồm các nghệ sĩ nổi tiếng khác nhau từ Đại Trung Hoa |
| Under the Sea 海洋之心             | Tháng 8, 2005  | Xuất hiện trên album tổng hợp Disneyland Hồng Kông: The Grand Opening Celebration Album, ca khúc này là phiên bản tiếng Trung của một bài hát từ bộ phim năm 1989 The Little Mermaid. |
| Destined Guy 真命天子              | Tháng 10, 2005 | Một bản song ca của Lâm và ca sĩ Đài Loan La Chí Tường xuất hiện trên album phòng thu 2005 Hypnosis Show của Tường, Lâm thể hiện trên nàn nhạc Rap |
| Stand Up for Love 讓愛靠近         | Tháng 11, 2005 | Trình diễn tại buổi hòa nhạc của La Chí Tường vào tháng 11 năm 2005, ca khúc này là phiên bản tiếng Trung của World Children's Day Anthem, ban đầu được nhóm nhạc Mỹ Destiny's Child đặt tên là "Stand up for love". Bài hát không bao giờ phát hành                                       |
| In My Arms                         | Tháng 11, 2007 | Một bản song ca của Lâm và ca sĩ người Úc Kylie Minogue xuất hiện trên phiên bản đặc biệt tại khu vực châu Á của Kylie Minogue năm 2007 trong album X, Lâm biểu diễn phần điệp khúc |
| Bắc Kinh đón chào bạn              | Tháng 7, 2008  | Trình diễn ca khúc đếm ngược 100 ngày đến Thế vận hội Mùa hè 2008 tổ chức tại Bắc Kinh, bài hát bao gồm một trăm nghệ sĩ nổi tiếng từ Đại Trung Hoa, Singapore và Hàn Quốc trình bày |
| Touch Your Heart                   | Tháng 1, 2009  | Đĩa đơn quảng cáo cho Cục du lịch Đài Loan. |
| Change the Future 改變明天         | Tháng 6, 2009  | Bài hát chủ đề cho lễ trao giải Golden Melody Awards lần thứ 20, bài hát bao gồm các nghệ sĩ nổi tiếng khác nhau từ Đài Loan trình bày |
| There Is a Tiger 有隻老虎          | Tháng 2, 2010  | Trình diễn mừng năm mới 2010 (năm Dần), bài hát bao gồm các nghệ sĩ khác nhau từ Warner Music Taiwan trình bày |
| Heartbeat of Taiwan 台灣的心跳聲   | Tháng 5, 2010  | Bài hát chủ đề cho Taiwan Pavilion tại Expo 2010 được tổ chức tại Thượng Hải. |
| Little Child 小小孩                | Tháng 8, 2013  | Được sản xuất bởi ca sĩ Đài Loan Ashin, biểu diễn tại Super Slipper Concert được tổ chức tại Đài Bắc. Bài hát không bao giờ phát hành. Ca khúc này sau đó được thu bởi ca sĩ Malaysia Lương Tịnh Như, như là bài hát chủ đề bộ phim Tình yêu cực quang (Endless nights in Aurora) năm 2014 |
| Now Is the Time                    | Tháng 6, 2014  | Xuất hiện trên album tổng hợp Pepsi Beats of the Beautiful Game cho 2014 FIFA World Cup, bài hát là bảng cover bài hát cùng tên.của Jasmine V |
| Shake Your Body                    | Tháng 6, 2014  | Đĩa đơn quảng cáo của Pepsi, bài hát cũng có ba ca sĩ nổi tiếng khác từ khu vực Trung Quốc trình bày |
| Kaleidoscope 萬花瞳                | Tháng 6, 2014  | Bài hát chủ đề của bộ phim năm 2014 Tiểu Thời Đại 3. |
| Be Wonderful Together 渴望就一塊   | Tháng 8, 2014  | Đĩa đơn quảng cáo của chiến dịch hợp tác tổ chức bởi Pepsi và Trung Quốc doanh nghiệp với khách hàng (B2C) bán lẻ trực tuyến Tmall, bài hát là cover Mandarin của Jasmine V ca khúc "Now is the time".                                                                                     |
| I Wanna Know                       | Tháng 9, 2016  | Được sản xuất bởi DJ Thụy Điển Alesso, bài hát là bảng cover bài hát cùng tên.của Nico & Vinz |
| Ego-Holic 戀我癖                   | Tháng 10, 2016 | Được sản xuất bởi nhà sản xuất Đài Loan Starr Chen. Xuất hiện trên 2016 album Welcome to the next level của Starr Chen |

### Lưu diễn
- J1 World Tour (2004–06)
- Dancing Forever World Tour (2006–09)
- Myself World Tour (2010–13)
- Play World Tour (2015–16)

## Phim

### Truyền hình
| Tên             | Năm  | Vai Trò   | Vai           | Đạo diễn                     | Ghi Chú |
| --------------- | ---- | --------- | ------------- | ---------------------------- | ------- |
| Six Friends     | 2001 | Diễn viên | Jolin         | Ma Kung-wei                  | [ 30 ]  |
| Hãy Về Với Anh  | 2002 | Diễn viên | Anna Gao      | Nữu Thừa Trạch               | [ 31 ]  |
| Lén Lút Yêu Anh | 2002 | Diễn viên | Thái Y Lâm    | Hu Hsiu-lan                  | [ 32 ]  |
| Hi Working Girl | 2003 | Diễn viên | Phó Nghi Linh | Hoàng Khắc Nghĩa, Ngô Tư Đạt | [ 33 ]  |

### Feature films
| Tên                     | Năm  | Vai Trò   | Vai                     | Đạo diễn                              | Ghi Chú |
| ----------------------- | ---- | --------- | ----------------------- | ------------------------------------- | ------- |
| Agent J                 | 2007 | Diễn viên | Thái Y Lâm              | Jeff Chang, Kuang Sheng, Lai Wei-kang | [ 34 ]  |
| Zootopia (bản Đài Loan) | 2016 | Diễn viên | Judy Hopps (Lồng tiếng) | Byron Howard, Rich Moore, Jared Bush  | [ 35 ]  |

### Phim ngắn
| Tên                      | Năm  | Vai Trò   | Vai         | Đạo diễn       | Ghi Chú |
| ------------------------ | ---- | --------- | ----------- | -------------- | ------- |
| Take the Happy Home 2013 | 2013 | Diễn viên |             | Wu Jiayang     | [ 36 ]  |
| Take the Happy Home 2014 | 2014 | Diễn viên | Cai Xiaoguo | Wei Zheng      | [ 37 ]  |
| Make a Wish              | 2014 | Diễn viên |             | Shih Hsiang-te | [ 38 ]  |
| Take the Happy Home 2015 | 2015 | Diễn viên |             | Li Weiran      | [ 39 ]  |
| Take the Happy Home 2016 | 2016 | Diễn viên |             | Andrew Lok     | [ 40 ]  |

## Game show
| Tên         | Thời Gian | Vai Trò  | Ghi Chú |
| ----------- | --------- | -------- | ------- |
| Rising Star | 10/2014   | Dự thính | [ 41 ]  |

## Giải thưởng

### CCTV-MTV
| Năm  | Giải                                       | Hạng Mục/Tên Bài Hát | Kết Quả   | Ghi Chú |
| ---- | ------------------------------------------ | -------------------- | --------- | ------- |
| 2004 | Nữ Ca Sĩ xuất sắc nhất (Khu vực Đài Loan)  |                      | Đoạt Giải | [ 42 ]  |
| 2005 | Nữ Ca Sĩ xuất sắc nhất (Khu vực Đài Loan)  |                      | Đoạt Giải | [ 43 ]  |
| 2008 | Nữ Ca Sĩ nổi tiếng nhất (Khu vực Đài Loan) |                      | Đoạt Giải | [ 44 ]  |

### Chinese Music Awards
| Năm  | Giải                                             | Hạng Mục/Tên Bài Hát | Kết Quả   | Ghi Chú |
| ---- | ------------------------------------------------ | -------------------- | --------- | ------- |
| 1999 | Nghệ sĩ nữ nổi tiếng nhất                        |                      | Đoạt Giải | [ 45 ]  |
| 2000 | Top 20 Bài Hát Của Năm                           | Don't Stop           | Đoạt Giải | [ 46 ]  |
| 2004 | Nữ Ca Sĩ nổi tiếng nhất (Hong Kong/Đài Loan)     |                      | Đoạt Giải | [ 47 ]  |
| 2004 | Video Âm nhạc xuất sắc nhất (Hong Kong/Đài Loan) | Pirates              | Đoạt Giải | [ 47 ]  |
| 2005 | Nữ Ca Sĩ nổi tiếng nhất (Hong Kong/Đài Loan)     |                      | Đoạt Giải | [ 48 ]  |
| 2005 | Top 10 Bài Hát Của Năm                           | Sky                  | Đoạt Giải | [ 48 ]  |
| 2007 | Bài Hát Của Năm (Hong Kong/Đài Loan)             | Dancing Diva         | Đoạt Giải | [ 49 ]  |
| 2013 | Ca Sĩ Có Tầm Ảnh Hưởng Nhất Châu Á               |                      | Đoạt Giải | [ 50 ]  |
| 2013 | Album Của Năm (Hong Kong/Đài Loan)               | Muse                 | Đoạt Giải | [ 50 ]  |

## 100 nghệ sĩ có tầm ảnh hưởng nhất Trung Quốc (Forbes.com)
| Năm  | Vị trí | Thu Nhập        | Ghi Chú |
| ---- | ------ | --------------- | ------- |
| 2010 | 7      | 46,5 triệu NDT  | [ 51 ]  |
| 2011 | 15     | 53.95 triệu NDT | [ 52 ]  |
| 2012 | 7      | 83.2 triệu NDT  | [ 53 ]  |
| 2013 | 9      | 100.2 triệu NDT | [ 54 ]  |
| 2014 | 20     | 54.5 triệu NDT  | [ 55 ]  |
| 2015 | 16     | 52.8 triệu NDT  | [ 56 ]  |